# Karl Fjodorovič Oldekop
Karl Fjodorovič Oldekop (rusko Карл Фёдорович Ольдекоп), ruski general, * 1775, † 1831.
Bil je eden izmed pomembnejših generalov, ki so se borili med Napoleonovo invazijo na Rusijo; posledično je bil njegov portret dodan v Vojaško galerijo Zimskega dvorca.

## Življenje
Pri sedmih letih je bil vpisan v dvorski Preobraženski polk; njegova aktivna vojaška služba se je pričela leta 1795, saj je postal stotnik v Černigovskem pehotnem polku. V času prve vojne s Francijo je bil adjutant poveljnika rezerve. Naslednje leto je postal poveljnik Krimskega mušketirskega polka. 30. novembra 1806 je bil imenovan za carjevega pribočnika.
Leta 1807 je ponovno sodeloval v bojih s Francozi in pozneje še proti Turkom. Januarja 1810 je postal poveljnik Aleksopolskega mušketirskega polka. Čez dve leti je, kljub činu polkovnika, opravljal dolžnosti generala 3. rezervne opazovalne armade; posledično je bil 2. decembra 1812 povišan v generalmajorja (z retroaktivnostjo od 31. julija). 
Sodeloval je v bitki za Dresden, za Kölm, za Leipzig, za Pariz,... 20. septembra 1821 je bil povišan v generalporočnika.
Upokojil se je leta 1829.